# Borodino (Crimea)
Borodino (in ucraino Бородіно́?; in russo Бородино́?; in tartaro di Crimea: Бородино/Borodino) è un villaggio della Crimea. Fino al 1948 si chiamava Michajlovka.